# Kusŏng
Kusong è una città della Corea del Nord, situata nella provincia dello P'yŏngan Settentrionale.